# Nele Neuhaus

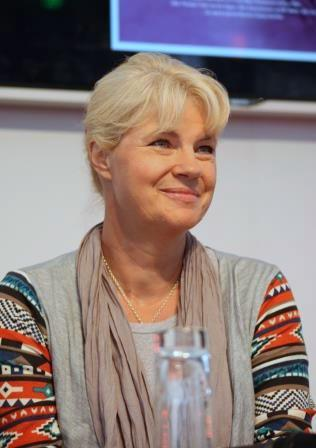
Nele Neuhaus auf der Frankfurter Buchmesse 2016

Cornelia „Nele“ Neuhaus (* 20. Juni 1967 als Cornelia Löwenberg in Münster) ist eine deutsche Schriftstellerin. Bekannt wurde sie durch ihre Krimis um die Ermittler von Bodenstein und Kirchhoff, die in der Taunus-Region spielen.

## Leben
Neuhaus wurde 1967 als zweites von vier Kindern geboren. Sie wuchs in Paderborn auf und zog im Alter von elf Jahren mit ihrer Familie in den Taunus, als ihr Vater Bernward Löwenberg Landrat des Main-Taunus-Kreises wurde. Nach dem Abitur studierte sie Jura, Geschichte und Germanistik, brach aber das Studium nach einigen Semestern ab und arbeitete in einer Werbeagentur in Frankfurt. 1995 heiratete sie den 20 Jahre älteren Fleischfabrikanten und Springreiter Harald Neuhaus, den sie bei der Leitung seiner Fleischwarenfabrik in Schwalbach am Taunus unterstützte. Sie trennte sich 2011.
2017 heiratete sie den Finanzexperten Matthias Knöß, mit dem sie im Vordertaunus lebt.

## Wirken
2005 veröffentlichte Neuhaus auf eigene Rechnung in einer der Self-Publishing-Plattformen der Verlagsgruppe Monsenstein und Vannerdat ihr erstes Buch, den Thriller Unter Haien, der die Geschichte einer deutschen Investmentbankerin in New York City erzählt. Gute Kritiken und positive Leserreaktionen veranlassten sie, ein zweites Buch zu schreiben. 
Der Kriminalroman Eine unbeliebte Frau wurde wieder im Selbstverlag veröffentlicht. Mordsfreunde, der zweite Krimi mit dem Ermittlerduo Oliver von Bodenstein und Pia Kirchhoff, ließ den Berliner Ullstein Verlag auf Neuhaus aufmerksam werden. Seit Anfang 2008 steht sie bei Ullstein unter Vertrag und veröffentlichte im September 2009 mit Tiefe Wunden den dritten Krimi der Bodenstein-Kirchhoff-Reihe. Im Juni 2010 erschien der vierte Roman der Reihe mit dem Titel Schneewittchen muss sterben, der an den Erfolg der früheren Bücher anschloss. Der fünfte Roman der Reihe mit dem Titel Wer Wind sät erschien im März 2011 und schaffte den Sprung auf Platz 1 der SPIEGEL-Bestsellerliste. Auch der Nachfolgeband Böser Wolf stieg im Oktober 2012 auf Platz 1 in die Hardcover-Bestenliste des SPIEGEL ein.
Neuhaus schreibt auch unter ihrem Mädchennamen Nele Löwenberg.

## Mitgliedschaften und soziales Engagement
Neuhaus ist Mitglied im PEN-Zentrum Deutschland. Sie hat Schirmherrschaften für das FeM Mädchenhaus in Frankfurt und für Mentor – Die Leselernhelfer übernommen und eine Stiftung gegründet, deren Vorstandsvorsitzender ihr zweiter Mann ist. Die Nele-Neuhaus-Stiftung unterstützt Projekte, die die Lese-, Schreib- und Sprachkompetenz von Kindern und Jugendlichen fördern.
Nele Neuhaus engagiert sich seit 2022 zudem als Botschafterin der Deutschen Herzstiftung. Sie erhielt 2011 eine biologische Aortenklappenprothese im hessischen Bad Nauheim implantiert.

## Werke

### Romane
- Unter Haien. Monsenstein und Vannerdat, Münster 2005. (überarbeitete Neuauflage: Prospero, Münster 2009, ISBN 978-3-941688-04-9.)

#### Sheridan-Grant-Reihe
1. Sommer der Wahrheit. (unter Nele Löwenberg). Ullstein Verlag, Berlin 2014, ISBN 978-3-548-28561-0.
2. Straße nach Nirgendwo. (unter Nele Löwenberg). Ullstein Taschenbuch Verlag, Berlin 2015, ISBN 978-3-548-28738-6.
3. Zeiten des Sturms. Ullstein Taschenbuch Verlag, Berlin 2020, ISBN 978-3-864-93124-6.

#### Bodenstein-&-Kirchhoff-Reihe
1. Eine unbeliebte Frau. Monsenstein und Vannerdat, Münster 2006, List, Berlin 2009, ISBN 978-3-548-60887-7.
2. Mordsfreunde. Monsenstein und Vannerdat, Münster 2007, List, Berlin 2009, ISBN 978-3-548-60886-0.
3. Tiefe Wunden. List, Berlin 2009, ISBN 978-3-548-60902-7.
4. Schneewittchen muss sterben. List, Berlin 2010, ISBN 978-3-548-60982-9.
5. Wer Wind sät. Ullstein, Berlin 2011. (Neuausgabe ebd. 2012, ISBN 978-3-548-28467-5.)
6. Böser Wolf. Ullstein, Berlin 2012, ISBN 978-3-550-08016-6. (Platz 1 der Spiegel-Bestsellerliste vom 22. Oktober bis zum 2. Dezember 2012)
7. Die Lebenden und die Toten. Ullstein Verlag, Berlin 2014, ISBN 978-3-550-08054-8. (Platz 1 der Spiegel-Bestsellerliste vom 27. Oktober bis zum 16. November 2014)
8. Im Wald. Ullstein Verlag, Berlin 2016, ISBN 978-3-550-08055-5. Im Wald als Hörbuch gelesen von Julia Nachtmann. Hörbuch Hamburg, Hamburg 2016, ISBN 978-3-95713-052-5.
9. Muttertag. Ullstein Verlag, Berlin 2018, ISBN 978-3-550-08103-3.
10. In ewiger Freundschaft. Ullstein Verlag, Berlin 2021, ISBN 978-3-550-08104-0.
11. Monster. Ullstein Verlag, Berlin 2023, ISBN 978-3-550-20225-4.

### Jugendbücher
- Das Pferd aus Frankreich. Monsenstein und Vannerdat, Münster 2007, ISBN 978-3-86582-440-0.
- Elena – ein Leben für Pferde. Band 1: Gegen alle Hindernisse. Planet!, Stuttgart 2011, ISBN 978-3-522-50236-8.
- Elena – ein Leben für Pferde. Band 2: Sommer der Entscheidung. Planet!, Stuttgart 2011, ISBN 978-3-522-50237-5.
- Elena – ein Leben für Pferde. Band 3: Schatten über dem Turnier. Planet!, 2013, ISBN 978-3-522-50305-1.
- Elena – Ein Leben für Pferde. Band 4: Elena, Das Geheimnis der Oaktree-Farm. Planet!, 2014, ISBN 978-3-522-50418-8.
- Elena – Ein Leben für Pferde. Band 5: Ihr größter Sieg. Planet!, 2015, ISBN 978-3-522-50488-1.
- Elena – Ein Leben für Pferde. Band 6: Eine falsche Fährte. Planet!, 2016, ISBN 978-3-522-50557-4.
- Elena – Ein Leben für Pferde. Band 7: In letzter Sekunde. Planet!, 2019, ISBN 978-3-522-50616-8.
- Elena – Ein Leben für Pferde. Band 8: Lebe deinen Traum. Planet!, 2024, ISBN 978-3-522-50801-8.
- Charlottes Traumpferd. Planet!, Stuttgart 2012, ISBN 978-3-522-50253-5.
- Charlottes Traumpferd: Gefahr auf dem Reiterhof. Planet!, Stuttgart 2012, ISBN 978-3-522-50282-5.
- Charlottes Traumpferd: Ein unerwarteter Besucher. Planet!, Stuttgart 2014, ISBN 978-3-522-50410-2.
- Charlottes Traumpferd: Erste Liebe, erstes Turnier. Planet!, Stuttgart 2015, ISBN 978-3-522-50478-2.
- Charlottes Traumpferd: Wir sind doch Freunde. Planet!, Stuttgart 2016, ISBN 978-3-522-50523-9.
- Charlottes Traumpferd: Durch dick und dünn. Planet!, Stuttgart 2018, ISBN 978-3-522-50593-2.

## Verfilmungen
Mit der Ausstrahlung der ersten Verfilmung Schneewittchen muss sterben aus der Bodenstein-&-Kirchhoff-Reihe am 25. Februar 2013 begann im ZDF die Fernsehreihe Der Taunuskrimi. Die Hauptrollen übernahmen Felicitas Woll als Kommissarin Pia Kirchhoff  und Tim Bergmann als Kommissar Oliver von Bodenstein.

## Auszeichnungen
- 2013: Honya Taishō – Großer Preis der Buchhändler Japans in der Kategorie „Übersetzungen“ bzw. „internationale Literatur“ für Tiefe Wunden (3. Platz)[9]
- 2014: MIMI Krimi-Publikumspreis des Deutschen Buchhandels
- 2016: Vom Polizeipräsidenten von Westhessen wurde sie zur Kriminalhauptkommissarin ehrenhalber ernannt[10]